# Brentwood (Anglia)
Brentwood – miasto w Anglii, w hrabstwie Essex, w dystrykcie Brentwood, w regionie Londynu. W 2001 roku miasto liczyło 47 593 mieszkańców.
W Brentwood rozwinął się przemysł maszynowy, metalowy, fotochemiczny oraz materiałów budowlanych. Miasto to pełni głównie funkcje mieszkaniowe dla aglomeracji londyńskiej.